# John Spencer (1er comte Spencer)
Pour les articles homonymes, voir John Spencer et Spencer.
John Spencer, 1er comte Spencer (19 décembre 1734 - 31 octobre 1783) est un pair et un homme politique britannique.

## Jeunesse
Il est né en 1734 dans sa maison familiale, Althorp. Il est le fils de John Spencer et Georgiana Caroline Carteret (1716-1780) et petit-fils de Charles Spencer (3e comte de Sunderland).
Spencer est député (whig) de Warwick de 1756 à 1761. Il est également haut commissaire de St Albans en 1772 et maire de St Albans en 1779. Le 3 avril 1761, il est créé par George III, baron Spencer de Althorp et vicomte Spencer, et le 1er novembre 1765, vicomte Althorp et comte Spencer .

## Famille
En 1754, Spencer, âgé de 20 ans, rencontre Georgiana Poyntz (en), fille de Stephen Poyntz . Les deux sont instantanément attirés l'un vers l'autre, mais Spencer ne savait pas s'il recevrait l'approbation de sa famille pour le mariage et choisit de voyager plusieurs mois jusqu'à son vingt et unième anniversaire, moment où leur approbation ne serait plus nécessaire. À son retour, ils reconnaissent que leur amour a persisté et peu de temps après son anniversaire, ils se marient lors d'une cérémonie secrète le 20 décembre 1755 à Althorp, siège de la famille Spencer dans le Northamptonshire . La cérémonie, qui se tient dans une chambre haute, a lieu lors d'un bal tenu en l'honneur de Spencer avec cinq cents invités . Ils ont cinq enfants, dont trois ont survécu à l'enfance:
- Georgiana Spencer (1757 - 1806), épouse William Cavendish (5e duc de Devonshire).
- George Spencer (2e comte Spencer) (1758 - 1834)
- Henrietta Frances Spencer (en) (1761 - 1821), épouse Frederick Ponsonby (3e comte de Bessborough)
- Charlotte Spencer (1765 – 1766), décédée en bas âge.
- Louisa Spencer (née en 1769) décédée en bas âge.

Il est le 4e arrière grand-père paternel de Diana, princesse de Galles.
Spencer est décédé en 1783 à Bath, à l'âge de 48 ans. Il est enterré dans le caveau familial de l'église St Mary, à Great Brington, dans le Northamptonshire.